# محمدمهدی افشاری
محمدمهدی افشاری (زادهٔ ۱۳۴۰ در داراب) نمایندهٔ حوزهٔ انتخابیهٔ داراب و زرین‌دشت در دورهٔ هشتم مجلس شورای اسلامی بوده‌است.